# Sernovódske (Crimea)
|  | Per a altres significats, vegeu «Sernovódskoie». |

Sernovódske (en (ucraïnès): Сєрноводське, en rus: Серноводское) és un poble de la República Autònoma de Crimea, a Ucraïna, que el 2014 tenia 314 habitants. Pertany al districte rural de Djankoi. Fins al 1948 la vila es deia Djar Kuiú.